# لورانس باك
لورانس باك (بالإنجليزية: Lawrence Buck)‏ هو مهندس معماري أمريكي، ولد في 1865، وتوفي في 1929.